# قرعة سيدي عيش
قَرْعَة سِيدِي عِيش قرعة تقع بالوسط الغربي التونسي، شرق قرية سيدي عيش.
| قرعة سيدي عيش |